# 2016年夏季奥林匹克运动会中国体操队
参加2016年夏季奥林匹克运动会的中国体操队一行共计27人，其中男运动员6人，女运动员6人，官员与工作人员15人；领队高健，副领队黄玉斌。中国为体操领域的主要强队之一，体操也是中国大陆自1984年参加洛杉矶奥运会以来的每年参赛项目。首次参加的1984年奥运会体操项目就获得5金4银2铜共计11枚奖牌的好成绩，其中被誉为体操王子的李宁一人独得3金1银1铜共计5枚奖牌。

## 人员构成
官员与工作人员（15人）：

领队：高健，副领队：黄玉斌；
 
教练（10人）：陈雄、王国庆、王红卫、陆善真、刘桂成、刘群琳、金卫国、熊景斌、莫建邦和黄志基；
 
管理：张红亮，医生：张佩文和刘舒。
运动员（12人）：
 
男运动员（6人）： 
  
女运动员（6人）： 